# 1470 en musique classique
| \| • Retour à la chronologie générale de la musique classique • \| |
| Grèce • Rome • Haut Moyen Âge • VIIIe siècle • IXe siècle • Xe siècle • XIe siècle XIIe siècle • XIIIe siècle • XIVe siècle • XVe siècle • XVIe siècle • XVIIe siècle XVIIIe siècle • XIXe siècle • XXe siècle • XXIe siècle |
| • Retour à la chronologie générale de la musique classique • |

| Années en musique classique : 1467 - 1468 - 1469 - 1470 - 1471 - 1472 - 1473    |
| Décennies en musique classique : 1440 - 1450 - 1460 - 1470 - 1480 - 1490 - 1500 |

## Naissances
1470 :
- Bartolomeo Tromboncino, compositeur italien († 1535).

Vers 1470 :
- Marchetto Cara, compositeur, luthiste et chanteur italien († 1525).
- Antoine de Févin, compositeur franco-flamand († fin 1511 ou début 1512).
- Francisco de Peñalosa, compositeur espagnol († 1er avril 1528).